# Vagrans orfeda
Vagrans orfeda är en fjärilsart som beskrevs av Hans Fruhstorfer 1904. Vagrans orfeda ingår i släktet Vagrans och familjen praktfjärilar. Inga underarter finns listade i Catalogue of Life.